# Vatan (jornal)
O Vatan ("Pátria" em turco) é um jornal diário da Turquia sediado em Istambul. Apesar de ser um jornal recente é um jornal bastante popular, ocupando geralmente o  13º lugar em termos de circulação entre os jornais turcos. Em julho de 2011, a circulação era de aproximadamente 112 000, um valor distante dos 190 000 do início de 2010 e dos 232 000 de 2008, quando chegou a ser o 8º jornal mais lido na Turquia.
Elogiado por alguns pela sua independência, apesar de alguns o classificarem como sendo social-democrata, abordou nas suas páginas alguns temas candentes da atualidade turca que são frequentemente evitados ou abordados de forma muito parcial, como sejam o problema curdo, os partidos islâmicos na Turquia e o ultranacionalismo de extrema-direita do Partido de Ação Nacionalista (Milliyetçi Hareket Partisi, MHP). Por outro lado, é rotulado de populista por alguns setores, que o acusam de seguir essa via para obter benefícios económicos.
O Vatan é também apreciado pela atenção que dá à educação, nomeadamente pelas ofertas que com frequência oferece com o jornal, como livros de aprendizagem de línguas estrangeiras e até comentários sobre o Alcorão (tafsir), da autoria de um dos seus colunistas, Süleyman Ateş.

## Antigos jornais homónimos
Antes do atual Vatan, fundado em 2002, existiram os seguintes jornais turcos com o mesmo nome.
O mais antigo foi fundado a 26 de março de 1923, nos primeiros anos da República, pelo jornalista Ahmet Emin Yalman. Este  primeiro Vatan, que seria banido pelo regime por apoiar o Partido Republicano Progressista (Terakkiperver Cumhuriyet Fırkası), também ele banido por alegadamente defender o islamismo.
Em 1940 surgiu o Hür Vatan ("Pátria Livre"), novamente impulsionado por Ahmet Emin Yalman. Este jornal seria encerrado por 60 dias por, a 7 de dezembro de 1942, dia do ataque japonês a Pearl Harbor, ter-se referido a um discurso de Charlie Chaplin onde este atacava Adolf Hitler ilustrado com um cartoon onde o ditador alemão era representado como um burro. O jornal encerrou em 1961 ou 1962.
Entre 1976 e 1978 foi publicado outro jornal com o nome Vatan.